# Nogu svelo!
Nogu svelo! (ryska: Ногу свело!, bokstavligen "Benet krampar!") är ett ryskt rockband från Moskva, som har varit populära sedan början av 1990-talet. Gruppens frontfigur och den som har skrivit nästan alla texter och musik är gruppens grundare Maksim Pokrovskij.
Gruppen har spelat in en stor variation av låtar som binder ihop skilda genrer såsom rock, poppunk, alternativ rock, punkrock, konstpunk, ska-punk, experimentell rock och andra genrer. I en intervju påpekade gruppens ledare, Maksim Pokrovskij, flera gånger omöjligheten i att härleda gruppens skapande till någon enda stil. I gruppens senare verk är elektronisk musik ett vanligt förekommande inslag. Nogu svelo!:s låtar kännetecknas ofta av sin subtila och ibland cyniska humor, självironi och sin djärva musikstil.

## Gruppens namn
Enligt gruppens grundare var det svårt att välja namn på gruppen. Beslutet att döpa gruppen till ”Nogu svelo!" föregicks av en lång period av överläggningar och en lång lista på olika möjliga namn. Maksim Pokrovskij ville att namnet skulle skilja sig från hur band vanligtvis döps, vilket ofta bygger på mönstret "adjektiv + substantiv". Endast ”Nogu svelo!" (Benet krampar!) uppfyllde dessa kriterier. Det var under detta namn som Olga Oprjatnaja, direktören för Rocklaboratoriet, anmälde det unga bandet till den årliga Festivalen "Nadezjd". Som en följd fastnade namnet och blev kvar.